# 朗克里克鎮區 (愛荷華州第開特縣)
朗克里克鎮區（英語：Long Creek Township）是位於美國愛荷華州第開特縣的一個行政鎮區。

## 地方資料
根據2010年美國人口普查的數據，朗克里克鎮區的面積為92.47平方千米，當中陸地面積為92.36平方千米，而水域面積為0.11平方千米。當地共有人口414人，而人口密度為每平方千米4.48人。